# Australiens premiärminister
Australiens premiärminister (engelska: Prime Minister of the Commonwealth of Australia) är regeringschefen i det Australiska statsförbundet, ett ämbete vars innehavare utses av Australiens generalguvernör och som har funnits sedan Australiska statsförbundet bildades den 1 januari 1901.
I praktiken är premiärministerposten den mäktigaste politiska positionen i Australien, då premiärministern och dennes regering instruerar generalguvernören i utövandet av dennes konstitutionella befogenheter genom Australiens federala verkställande råd. Premiärministerposten som sådan omnämns inte i Australiens konstitution utan existerar enbart genom oskriven konstitutionell praxis.
Förutom vid exceptionella omständigheter är premiärministern ledaren av det politiska parti eller koalition med majoritet i representanthuset. Det enda fallet när en senator utsågs till premiärminister var John Gorton, som omgående avgick som senator och valdes till medlem av representanthuset. Utöver detta var senator George Pearce tillförordnad premiärminister under sju månader år 1916 när Billy Hughes var utomlands.
Den nuvarande premiärministern i Australien är sedan den 23 maj 2022 Anthony Albanese.

## Lista över Australiens premiärministrar 1901–idag

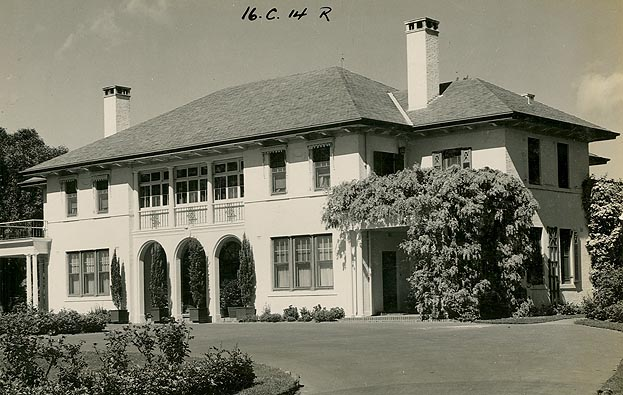
The Lodge, premiärministerns residens i Canberra.

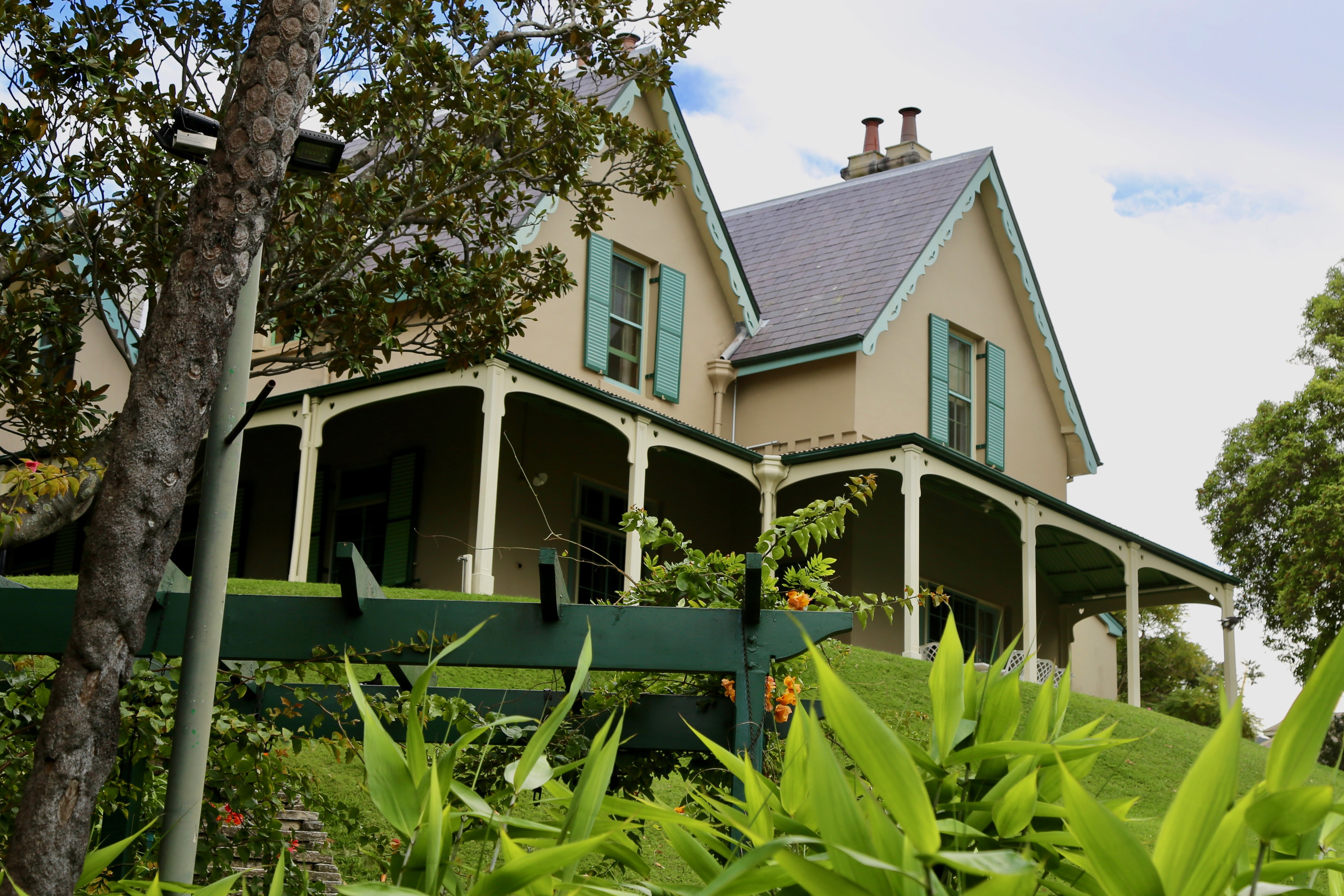
Kirribilli House, residenset i Sydney.

| Nr   |  | Premiärminister                         | Delstat                   | Tillträdde        | Avgick             | Parti | Parti                                        |
| ---- |  | --------------------------------------- | ------------------------- | ----------------- | ------------------ | ----- | -------------------------------------------- |
| 1    |  | Edmund Barton (1849–1920)               | New South Wales           | 1 januari 1901    | 24 september 1903  |       | Protectionist Party                          |
| 2    |  | Alfred Deakin (1856–1919)               | Victoria                  | 24 september 1903 | 27 april 1904      |       | Protectionist Party                          |
| 3    |  | Chris Watson (1867–1941)                | New South Wales           | 27 april 1904     | 18 augusti 1904    |       | Labor                                        |
| 4    |  | Sir George Reid (1845–1918)             | New South Wales           | 18 augusti 1904   | 5 juli 1905        |       | Free Trade Party                             |
| (2)  |  | Alfred Deakin (1856–1919)               | Victoria                  | 5 juli 1905       | 13 november 1908   |       | CLP                                          |
| 5    |  | Andrew Fisher (1862–1928)               | Queensland                | 13 november 1908  | 2 juni 1909        |       | Labor                                        |
| (2)  |  | Alfred Deakin (1856–1919)               | Victoria                  | 2 juni 1909       | 29 april 1910      |       | CLP                                          |
| (5)  |  | Andrew Fisher (1862–1928)               | Queensland                | 29 april 1910     | 24 juni 1913       |       | Labor                                        |
| 6    |  | Joseph Cook (1860–1947)                 | New South Wales           | 24 juni 1913      | 17 september 1914  |       | CLP                                          |
| (5)  |  | Andrew Fisher (1862–1928)               | Queensland                | 17 september 1914 | 27 oktober 1915    |       | Labor                                        |
| 7    |  | William Billy Morris Hughes (1862–1952) | New South Wales, Victoria | 27 oktober 1915   | 9 februari 1923    |       | Labor National Labor Party Nationalist Party |
| 8    |  | Stanley Bruce (1883–1967)               | Victoria                  | 9 februari 1923   | 22 oktober 1929    |       | Nationalist Party                            |
| 9    |  | James Scullin (1876–1953)               | Victoria                  | 22 oktober 1929   | 6 januari 1932     |       | Labor                                        |
| 10   |  | Joseph Lyons (1879–1939)                | Tasmanien                 | 6 januari 1932    | 7 april 1939       |       | United Australia                             |
| 11   |  | Sir Earle Page (1880–1961)              | New South Wales           | 7 april 1939      | 26 april 1939      |       | Country Party                                |
| 12   |  | Robert Menzies (1894–1978)              | Victoria                  | 26 april 1939     | 28 augusti 1941    |       | United Australia                             |
| 13   |  | Arthur Fadden (1894–1973)               | Queensland                | 28 augusti 1941   | 7 oktober 1941     |       | Country Party                                |
| 14   |  | John Curtin (1885–1945)                 | Western Australia         | 7 oktober 1941    | 5 juli 1945        |       | Labor                                        |
| 15   |  | Frank Forde (1890–1983)                 | Queensland                | 6 juli 1945       | 13 juli 1945       |       | Labor                                        |
| 16   |  | Ben Chifley (1885–1951)                 | New South Wales           | 13 juli 1945      | 19 december 1949   |       | Labor                                        |
| (12) |  | Sir Robert Menzies (1894–1978)          | Victoria                  | 19 december 1949  | 26 januari 1966    |       | Liberal Party                                |
| 17   |  | Harold Holt (1908–1967)                 | Victoria                  | 26 januari 1966   | 19 december 1967 † |       | Liberal Party                                |
| 18   |  | John McEwen (1900–1980)                 | Victoria                  | 19 december 1967  | 10 januari 1968    |       | Country Party                                |
| 19   |  | John Gorton (1911–2002)                 | Victoria                  | 10 januari 1968   | 10 mars 1971       |       | Liberal Party                                |
| 20   |  | William McMahon (1908–1988)             | New South Wales           | 10 mars 1971      | 5 december 1972    |       | Liberal Party                                |
| 21   |  | Gough Whitlam (1916–2014)               | New South Wales           | 5 december 1972   | 11 november 1975   |       | Labor                                        |
| 22   |  | Malcolm Fraser (1930–2015)              | Victoria                  | 11 november 1975  | 11 mars 1983       |       | Liberal Party                                |
| 23   |  | Bob Hawke (1929–2019)                   | Victoria                  | 11 mars 1983      | 20 december 1991   |       | Labor                                        |
| 24   |  | Paul Keating (född 1944)                | New South Wales           | 20 december 1991  | 11 mars 1996       |       | Labor                                        |
| 25   |  | John Howard (född 1939)                 | New South Wales           | 11 mars 1996      | 24 november 2007   |       | Liberal Party                                |
| 26   |  | Kevin Rudd (född 1957)                  | Queensland                | 24 november 2007  | 24 juni 2010       |       | Labor                                        |
| 27   |  | Julia Gillard (född 1961)               | Victoria                  | 24 juni 2010      | 27 juni 2013       |       | Labor                                        |
| (26) |  | Kevin Rudd (född 1957)                  | Queensland                | 27 juni 2013      | 18 september 2013  |       | Labor                                        |
| 28   |  | Tony Abbott (född 1957)                 | New South Wales           | 18 september 2013 | 15 september 2015  |       | Liberal Party                                |
| 29   |  | Malcolm Turnbull (född 1954)            | New South Wales           | 15 september 2015 | 24 augusti 2018    |       | Liberal Party                                |
| 30   |  | Scott Morrison (född 1968)              | New South Wales           | 24 augusti 2018   | 23 maj 2022        |       | Liberal Party                                |
| 31   |  | Anthony Albanese (född 1963)            | New South Wales           | 23 maj 2022       | Innehar ämbetet    |       | Labor                                        |

### Fotnoter
1. ↑  ”World Statesmen”. http://www.worldstatesmen.org/Australia.html. Läst 24 juni 2011.
2. ↑  Australian Dictionary of Biography: Pearce, Sir George Foster (1870 – 1952)
3. ↑  Prime Minister of Australia - officiell webbplats